# Geometrična vrsta
Geométrična vŕsta (tudi geometríjska vŕsta) je v matematiki vrsta, kjer je količnik med sosednjima členoma konstanten. Končna geometrična vrsta je vsota členov geometričnega zaporedja.
Vrsta:
{\displaystyle {\frac {1}{2}}\,+\,{\frac {1}{4}}\,+\,{\frac {1}{8}}\,+\,{\frac {1}{16}}\,+\,\cdots }
je na primer geometrična, saj se lahko vsak njen naslednji člen, razen prvega, dobi, če se pomnoži predhodnega s količnikom {\displaystyle {\frac {1}{2}}\ }.
Ko se sešteva vse več členov, se vrednost skupne vsote približuje 1: vsota konvergira k mejni vrednosti 1, kar je prikazano na spodnji sliki. Po navadi se preprosto reče, da je »vsota« te vrste enaka 1, oziroma včasih tudi, da je »vsota do neskončnosti« te vrste enaka 1.
Geometrične vrste so najpreprostejši zgled neskončnih vrst s končnimi vsotami. V zgodovini matematike so bile zelo pomembne pri razvoju infinitezimalnega računa, še vedno pa so pomembne pri raziskovanju konvergence vrst. Uporabljajo se na mnogih področjih celotne matematike, pomembne pa so tudi v fiziki, tehniki, biologiji, ekonomiji, računalništvu, teoriji čakalnih vrst, financah, ipd.

## Skupni količnik
Členi geometrične vrste tvorijo geometrično zaporedje. Naslednja razpredelnica kaže nekaj geometričnih vrst z različnimi skupnimi količniki:
| skupni količnik | zgled                                   |
| --------------- | --------------------------------------- |
| 10              | 4 + 40 + 400 + 4000 + 40.000 + ···      |
| 1/3             | 9 + 3 + 1 + 1/3 + 1/9 + ···             |
| 1/10            | 7 + 0,7 + 0,07 + 0,007 + 0,0007 + ···   |
| 1               | 3 + 3 + 3 + 3 + 3 + ···                 |
| −1/2            | 1 − 1/2 + 1/4 − 1/8 + 1/16 − 1/32 + ··· |
| –1              | 3 − 3 + 3 − 3 + 3 − ···                 |

Obnašanje členov je odvisno od skupnega količnika k: 
Če je k med −1 in +1, členi postajajo vse manjši, in se v limiti približajo 0. Vsota konvergira k vsoti, kot v primeru zgoraj, kjer je k 1/2, vsota vrste pa je enaka 1.
Če je k večji od 1 ali manjši od −1, členi vse bolj naraščajo. Tudi vsota členov narašča, in vrsta nima vsote - vrsta divergira.
Če je k enak 1, so vsi členi med seboj enaki, vrsta pa divergira.
Če je k −1, zavzemajo členi izmenoma dve vrednosti (na primer: 2, -2, 2, -2, 2, ... ). Vsota členov oscilira med dvema vrednostima (na primer: 2, 0, 2, 0, 2,... ). To je druga vrsta divergence, in takšna vrsta spet nima vsote.

## Vsota
Vsota geometrične vrste je končna, če se vrednost njenih členov približuje 0. Izračunamo jo lahko s pomočjo samopodobnosti vrste.

### Zgled
Naj je naslednja geometrična vrsta:
{\displaystyle s\;=\;1\,+\,{\frac {2}{3}}\,+\,{\frac {4}{9}}\,+\,{\frac {8}{27}}\,+\,\cdots }
Njen skupni količnik je enak 2/3. Če se jo pomnoži s skupnim količnikom, prvi člen 1 postane 2/3, 2/3 postane 4/9 itd:
{\displaystyle {\frac {2}{3}}s\;=\;{\frac {2}{3}}\,+\,{\frac {4}{9}}\,+\,{\frac {8}{27}}\,+\,{\frac {16}{81}}\,+\,\cdots }
Ta nova vrsta je enaka izvirni, nima pa prvega člena. Če se vrsti odšteje, se členi poničijo, razen prvi:
{\displaystyle s\,-\,{\frac {2}{3}}s\;=\;1,\quad {\mbox{in }}s=3.}
Na podoben način se lahko izračuna vsak samopodobni izraz.

### Vsota geometrične vrste
Za {\displaystyle k\neq 1}, je vsota prvih n členov geometrične vrste enaka:
{\displaystyle a+ak+ak^{2}+ak^{3}+\cdots +ak^{n-1}=\sum _{m=0}^{n-1}ak^{m}=a\,{\frac {1-k^{n}}{1-k}},}
kjer je a prvi člen vrste, k pa skupni količnik. To formulo se lahko dobi z naslednjimi koraki:
{\displaystyle {\begin{aligned}&{\text{Naj je }}s=1+k+k^{2}+k^{3}+\cdots +k^{n-1}.\\[4pt]&{\text{Potem je }}ks=k+k^{2}+k^{3}+k^{4}+\cdots +k^{n}.\\[4pt]&{\text{In }}s-ks=s(1-k)=1-k^{n},{\text{ tako, da je }}s={\frac {1-k^{n}}{1-k}}.\end{aligned}}}
Formulo se dobi, če se pomnoži celotni izraz z a.
Ko se n približuje neskončnosti, mora biti absolutna vrednost k manj kot 1, da bo vrsta konvergirala. Vsota v neskončnem je tako:
{\displaystyle s\;=\;\sum _{m=0}^{\infty }ak^{m}={\frac {a}{1-k}}.}
Ko je a = 1, se izraz poenostavi v:
{\displaystyle 1\,+\,k\,+\,k^{2}\,+\,k^{3}\,+\,\cdots \;=\;{\frac {1}{1-k}},}
in leva stran je geometrična vrsta s skupnim količnikom k. To formulo se dobi tudi tako:
{\displaystyle {\begin{aligned}&{\text{Naj je }}s=1+k+k^{2}+k^{3}+\cdots .\\[4pt]&{\text{Potem je }}ks=k+k^{2}+k^{3}+k^{4}+\cdots .\\[4pt]&{\text{In }}s-ks=1,{\text{ tako, da je }}s={\frac {1}{1-k}}.\end{aligned}}}
Splošna formula sledi, če se pomnoži celotni izraz z a. Ta formula velja le za konvergentne vrste - ko je absolutna vrednost k manjša od 1. Če je na primer k = 10, je vsota nedoločena, četudi formula da vrednost s = −1/9.
Podobno z enakimi omejitvami velja za kompleksne člene.

### Dokaz konvergence
S pomočjo formule za geometrično zaporedje se lahko dokaže konvergenco vrste:
{\displaystyle {\begin{aligned}&1\,+\,k\,+\,k^{2}\,+\,k^{3}\,+\,\cdots \\[3pt]&=\;\lim _{n\rightarrow \infty }\left(1\,+\,k\,+\,k^{2}\,+\,\cdots \,+\,k^{n}\right)\\&=\;\lim _{n\rightarrow \infty }{\frac {1-k^{n+1}}{1-k}}\end{aligned}}}
Ker je  kn+1 → 0 za | k | < 1, je limita enaka  1 /(1 − k).